# Cerius
Cerius é um género de besouro pertencente à família Anthribidae.
As espécies deste género podem ser encontradas na Nova Zelândia.
Espécies:
- Cerius otagensis Holloway, 1982
- Cerius triregius Holloway, 1982